# Coriaria pteridoides
Coriaria pteridoides är en tvåhjärtbladig växtart som beskrevs av Walter Reginald Brook Oliver. Coriaria pteridoides ingår i släktet Coriaria, och familjen Coriariaceae. Inga underarter finns listade i Catalogue of Life.